# Didymodon austroalpigena
Didymodon austroalpigena är en bladmossart som beskrevs av Brotherus 1902. Didymodon austroalpigena ingår i släktet lansmossor, och familjen Pottiaceae. Inga underarter finns listade i Catalogue of Life.